# Nile TV
Nile TV International - państwowa egipska stacja telewizyjna. Jest to jedna z dwóch stacji telewizyjnych w Egipcie o charakterze informacyjnym. Stacja swoje programy nadaje w języku arabskim  oraz w angielskim, francuskim i hebrajskim.
Nile TV International dzięki swoim 4 satelitom osiąga zasięg całego świata arabskiego, Bliskiego Wschodu, Europy oraz Stanów Zjednoczonych. Ponadto jest również transmitowany w zakresie telewizji naziemnej ultra wysokiej częstotliwości.4
W lipcu 2009 r. stacja stała się formalnie częścią ERTU, prowadzonego przez Abd al-Latif al-Menawi.
Nile TV prezentuje dwie godziny dziennie w języku hebrajskim. Inicjatywa ta podjęta jest w celu ułatwienia dialogu międzyregionalnego po stronie izraelskiej, jak i egipskiej. Mimo wszystko inicjatywa ta ma ograniczony zasięg, gdyż stacja nie jest w izraelskich sieciach kablowych.

## Cele stacji
Nile TV przez to że jest to telewizja rządowa, odgrywa ważną rolę w sprawach dotyczących m.in.: turystyki, gospodarki, kultury i sztuki. Cele tej telewizji są zatem:
- zainicjowanie konstruktywnego dialogu pomiędzy różnymi kulturami w różnych językach,
- prezentowanie poglądów egipskiego rządu, Egipcjan i obcokrajowców na tematy dotyczące m.in. świata arabskiego, Bliskiego Wschodu oraz spraw globalnych,
- odzwierciedlenie obrazu współczesnego Egiptu i pokazanie wszystkich swoich sukcesów w formie projektów krajowych w dziedzinie edukacji, praw kobiet, ochrony środowiska i demokratyzmu w państwie,
- pokazywanie aktualnych wydarzeń z kraju i świata oraz analizowanie i omawianie ich z politykami, analitykami i urzędnikami, a także z Egipcjanami, Arabami i obcokrajowcami.
- odzwierciedlanie religii, wartości humanitarnych i tolerancji w życiu codziennym